# Daisy Duke
Daisy Duke è un personaggio televisivo e cinematografico della serie televisiva Hazzard, degli spin-off e dei film da essa derivati. È la protagonista femminile e il sex symbol presente in tutte le vicende di Hazzard. È interpretata principalmente da Catherine Bach.

## Il personaggio
È la cugina di Bo Duke e Luke Duke e vive con loro e lo zio Jesse Duke nella fattoria di famiglia nella contea di Hazzard.
È presentata come una giovane donna del Sud bella, indipendente, leale, educata, estroversa e dal cuore d'oro, spesso vestita in modo succinto. Nonostante il suo aspetto ingenuo e innocente, è astuta, coraggiosa e intraprendente, sempre pronta a difendere la sua famiglia e chi è in difficoltà. Nonostante il suo carattere gentile, dolce e premuroso, può essere tenace e combattiva quando la situazione lo richiede e non tollera avances indesiderate né minacce alla sua famiglia. A differenza dei cugini Bo e Luke, Daisy non è condannata alla libertà vigilata.
Daisy lavora come cameriera al Boar's Nest, la taverna di proprietà di Boss Hogg che funge da principale luogo di ritrovo nella contea. Questo lavoro è l'unico fisso all'interno della famiglia Duke e le permette spesso di origliare conversazioni cruciali tra Boss, lo sceriffo Rosco P. Coltrane e altri personaggi, fornendo informazioni preziose ai cugini e allo zio per sventare i piani illegali di Hogg. Nonostante la sua evidente lealtà verso i Duke e i frequenti tentativi di licenziamento da parte di Boss Hogg, la popolarità di Daisy e vari colpi di scena la portano sempre a essere riassunta.
È abile in diverse discipline, tra cui la guida (spesso al volante della sua iconica Jeep CJ bianca, soprannominata "Dixie", e occasionalmente anche del Generale Lee), l'equitazione, il tiro con l'arco e la meccanica. In diverse occasioni dimostra di saper cavarsela anche in situazioni pericolose, mostrando coraggio e intraprendenza.
Le sue aspirazioni spaziano dal canto alla scrittura, dalla modellistica al giornalismo, dimostrando un desiderio di realizzazione personale che va oltre la vita nella fattoria.
Pur avendo numerosi ammiratori e appuntamenti nel corso della serie, Daisy non ha una relazione sentimentale stabile nel corso delle stagioni originali. Il vice-sceriffo Enos Strate nutre una profonda ma timida infatuazione per lei, e tra i due c'è affetto reciproco, ma non arrivano a sposarsi nella serie classica (sviluppi successivi in film o spin-off non fanno parte della trama del telefilm principale).
Il suo iconico stile di abbigliamento, caratterizzato da shorts di jeans molto corti e camicie o magliette annodate che mettevano in risalto le gambe, è diventato un tratto distintivo del personaggio e ha reso popolare il termine daisy dukes per riferirsi a quel tipo di pantaloncini. L'impatto culturale della sua figura e del suo look l'ha resa un'icona della televisione degli anni '80.
Il suo nome in codice alla radio CB (Citizen Band radio) è Pastorella, che si lega a quello dello zio Jesse ("Pastore"). Sebbene "Pastorella" sia il più frequente e coerente, in alcuni episodi o stagioni (come durante la presenza dei cugini Coy e Vance) sono stati usati nomi diversi come "Pecorella Smarrita" o "Bambola".
Il destino dei suoi genitori non viene mai esplicitamente narrato nella serie televisiva, sebbene materiali promozionali o film successivi abbiano fornito versioni differenti. Nella serie, è cresciuta fin da piccola con lo zio Jesse e i cugini dopo la perdita dei genitori.

## Mezzi

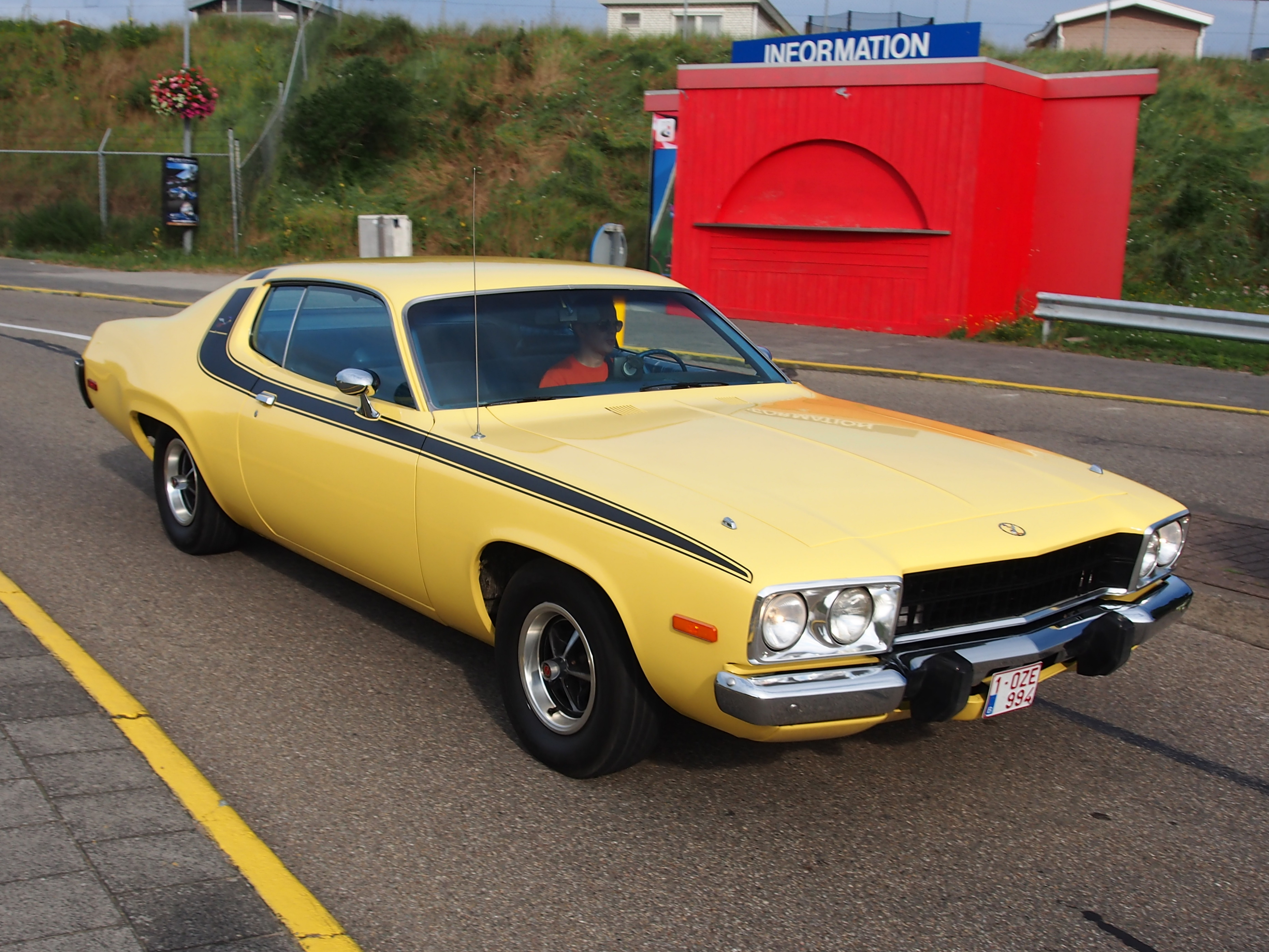
Plymouth Road Runner

Nei primi cinque episodi Daisy Duke guida una Plymouth Road Runner gialla a strisce nere (stile "Starsky & Hutch") e dotata di cerchi Western Tracker cromati da 15". L'auto però finisce nel Precipizio dei Baci a causa della rottura dei freni durante un inseguimento tra Rosco, Enos ed i cugini Duke che la guidavano. L'auto viene così sostituita successivamente con la Jeep CJ "Dixie", regalatale da C.J. Holmes (ricco uomo d'affari).
Daisy possiede inoltre un cavallo nero.

## Interpreti
- Catherine Bach è la prima e più conosciuta interprete di Daisy Duke. Oltre ad Hazzard la Bach ha interpretato Daisy Duke in Enos, spin-off della serie televisiva, che però non ebbe molta fortuna, nel film del 1997 Hazzard 20 anni dopo e nel film per la televisione Hazzard: Bo e Luke vanno ad Hollywood del 2000. I censori temevano che i pantaloncini di Daisy da soli sarebbero stati troppo rivelatori, così Bach indossò dei collant color carne[1] perché i pantaloncini non rivelassero più del previsto, e durante le scene del Boar's Nest vestiva con minigonne intonate alle tovaglie, che furono fonte d'ispirazione[2]. Inoltre, Catherine Bach ha realizzato molti dei costumi di Daisy lei stessa, specialmente i primi, incluso il bikini rosso nel primo episodio, che si vede durante la sigla d'apertura.
- Jessica Simpson impersona Daisy Duke nel film Hazzard del 2005. I critici cinematografici hanno elogiato Simpson per la sua interpretazione, ma hanno affermato che la sua interpretazione aveva poco in comune con il personaggio creato da Catherine Bach e che è stata scelta semplicemente per il suo status di celebrità. I suoi costumi sono più rivelatori e non indossa collant sotto i pantaloncini, muovendosi a gambe nude nel film. Un'altra differenza era che i capelli di Simpson rimanevano biondi, mentre quelli di Bach erano bruni. Simpson, tuttavia, indossava una parrucca bruna come travestimento, e i suoi capelli sono biondo scuro nel video musicale These Boots Are Made for Walkin'.
- April Scott è Daisy Duke nel film Hazzard - I Duke alla riscossa del 2007. Qui Daisy inizia come una innocente studentessa bibliotecaria e veste in modo poco attraente (ampie camicie di flanella, jeans, grandi occhiali e capelli raccolti in una crocchia). Per trovare lavoro come cameriera al Boar's Nest e per attirare Hughie Hogg (il nipote di Boss), decide di cambiare il suo look, eseguendo diversi outfit prima di scegliere finalmente il suo look caratteristico. Anche qui Daisy ha capelli scuri.

## Doppiatrici
- Micaela Pignatelli dalla 1ª alla 4ª stagione della serie TV
- Valeria Perilli dalla 5ª alla 7ª stagione della serie TV
- Roberta Greganti in Hazzard 20 anni dopo
- Laura Latini nel film omonimo
- Perla Liberatori nel film TV

## Influenze nella cultura di massa
- Gli shorts che indossa Daisy Duke, all'epoca della trasmissione della serie televisiva, divennero popolarissimi negli Stati Uniti e conosciuti proprio con il nome "daisydukes".
- Daisy Duke viene menzionata nella canzone California Gurls di Katy Perry.

## Accoglienza
Daisy Duke è diventata presto un'icona culturale degli anni '80 e un simbolo duraturo di bellezza, eleganza ed emancipazione femminile, e Catherine Bach ha ottenuto ampi consensi da parte del pubblico per la sua performance. Inoltre, il suo ruolo nella serie televisiva ha sfidato i tradizionali ruoli di genere con i suoi pantaloncini, la sua forte personalità, il suo fascino senza tempo e il suo spirito indipendente, ispirando le ragazze del pubblico ad essere più sicure di sé e a realizzare i propri sogni.

## Filmografia

### Televisione
- Hazzard (1979-1985), serie televisiva
- Enos (1980-1981), serie televisiva
- Hazzard (The Dukes, 1983), serie animata

### Cinema
- Hazzard 20 anni dopo (The Dukes of Hazzard: Reunion!, 1997), film per la TV
- Hazzard: Bo e Luke vanno ad Hollywood (The Dukes of Hazzard: Hazzard in Hollywood) (2000), film per la TV
- Hazzard (2005), film
- Hazzard - I Duke alla riscossa (The Dukes of Hazzard: The Beginning, 2007), film per la TV